# Лейб-гвардии артиллерийский батальон
Лейб-гвардии Артиллерийский батальон — отдельное артиллерийское формирование Русской Лейб-гвардии, существовавшее в 1796—1811 годах.
Лейб-гвардии Артиллерийский батальон в период своего существования служил «кузницей кадров» для русской артиллерии, так как при нём имелись юнкерские классы, где велась подготовка будущих артиллерийских офицеров.
Роты батальона принимали участие в Войне третьей коалиции 1805 года (Битва под Аустерлицем 20 ноября), Войне четвёртой коалиции 1806—1807 годов (Сражение при Гуттштадте 24 мая 1807 года, Сражение при Гейльсберге 29 мая, Сражение при Фридланде 2 июня), Русско-шведской войне 1808—1809 годов (боевые действия в Финляндии).
Высочайшим указом, от 14 февраля 1811 года, Лейб-гвардии артиллерийский батальон был доукомплектован и переименован в Лейб-гвардии артиллерийскую бригаду, которая 3 февраля 1816 года, в свою очередь, была разделена на 1-ю и 2-ю гвардейские артиллерийские бригады.
Праздник гвардейской артиллерии — 6 августа, Преображение Господне. Место постоянной дислокации батальона в мирное время — город Санкт-Петербург. Войсковой храм (с 1731 года) — Сергиевский всей артиллерии собор в Санкт-Петербурге, на углу Сергиевской улицы и Литейного проспекта (в 1932 году был закрыт, и частично разобран, а частично перестроен для нужд ОГПУ по проекту И. Ф. Безпалова, ныне здание (дом №6 по Литейному проспекту) принадлежит МВД России).

## Предыстория
В Русском царстве Лейб-гвардия появилась при Петре I. Ядром будущей Лейб-гвардии стали петровские «потешные» полки Семёновский (есть сведение, что он уже в 1698 году именовался Семеновской лейб-гвардией) и Преображенский, офицеры и солдаты которых набирались и обучались лично Петром Алексеевичем и были ему преданы.
Эти полки участвовали в Кожуховских манёврах, и во время этих инженерных учений во втором отряде действовал сам русский царь под псевдонимом Пётр Алексеев в чине бомбардира (в другом источнике в чине капитана (ротного командира) бомбардирской роты), и, возможно, лично командовал инженерами и артиллерией.
Уже с 1700 года оба полка — Преображенский и Семёновский, официально именовались Лейб-гвардейскими, а в состав Преображенского полка входила Лейб-гвардейская бомбардирская рота.
В царствование Петра III из бомбардирской роты Лейб-гвардии Преображенского полка и пушкарских рот прочих полков был сформирован двухротнный Отдельный бомбардирский батальон, позже расформированный.

## Создание батальона
Император Павел I, своим Высочайшим указом от 9 ноября 1796 года , опять отделил Лейб-гвардии бомбардирскую роту от Преображенского полка. Вместе с артиллерийскими формированиями, ранее входившими в состав Семёновского и Измайловского полков, а также артиллерией, ранее относившейся к так называемому Гатчинскому войску, она вошла в состав учреждённого этим указом отдельного Лейб-гвардии артиллерийского батальона.
Шефом батальона был назначен младший сын Павла, великий князь Михаил Павлович, тогда ещё малолетний, вся дальнейшая карьера которого был связана с артиллерией, а сам батальон  в марте 1800 года получил наименование Лейб-гвардии Артиллерийский Его Императорского Высочества Михаила Павловича батальон (но уже 14 марта 1801 года стал снова просто Лейб-гвардии Артиллерийским батальоном).

## История и состав
Первоначально Лейб-гвардии артиллерийский батальон состоял из трёх пеших рот (одной из них была рота капитана Сиверса) и одной конной артиллерийских рот. К началу XX столетия к этим ротам возводили свою историю 1-я и 3-я батареи Лейб-гвардии 1-й артиллерийской бригады, 2-я батарея Лейб-гвардии 2-й артиллерийской бригады, и 1-я батарея Лейб-гвардии Конно-артиллерийской бригады соответственно).
10 июля 1798 года было Высочайше повелено Лейб-гвардии артиллерийскому батальону состоять из:
- трёх рот пеших;
- одной конной;
- трёх команд: пионерной (инженерной), понтонной (для наведения понтонных мостов) и фурштатской (обозной).

Орудий было положено по штату:
- ½-пудовых единорогов — четыре единицы;
- 12-фунтовых — 8 единиц;
- 12-фунтовых пушек меньшей пропорции — 7 единиц;
- 6-фунтовых — 17 единиц;
- всего — 36 орудий.

18 июля 1803 года была в составе батальона сформирована рота лёгкой артиллерии (пешей; именовалась: 4-я легкая рота) под командованием полковника Фёдора Ивановича Реслейна. К началу XX столетия от этой роты отсчитывала свою историю 3-я батарея Лейб-гвардии 2-й артиллерийской бригады.
После этого, по вновь утвержденному штату, батальону было повелено состоять из:
- двух рот батарейных, полагая в каждой батарейной: ½-пудовых единорогов — по четыре единицы, 12-фунтовых пушек средней пропорции — по четыре единицы, меньшей пропорции — по две единицы и 3-фунтовый единорог — один;
- двух лёгких, в каждой: 12-фунтовых единорогов и 6-фунтовых пушек по пять единиц;
- одной конной, в ней 12-фунтовых единорогов и 6-фунтовых пушек по пять единиц.
- всего — 52 орудия.

25 марта 1805 года от батальона была отделена его конно-артиллерийская рота, и на её основе сформирована  Лейб-гвардии конная артиллерия.
22 января 1808 года к батальону была причислена артиллерийская лёгкая полурота, ранее состоявшая при Батальоне императорской милиции.

## Командир
Почётный командир или шеф формирования:
- Великий Князь Михаил Павлович, с 28 января 1798 года.

## Военнослужащие
Некоторые военнослужащие проходившие военную службу в формировании (представлены не все):
- Д. И. Богданов[10];
- Н. И. Корф[11];
- П. А. Папков[12];
- П. Я. Перрен[13];
- Ф. И. Реслейн[14];
- И. Х. Сиверс[15];
- С. П. Сумароков[16];
- и другие.